# Parque nacional de Kerama Shotō
Parque Nacional Kerama Shotō (慶良間諸島国立公園 Kerama Shotō Kokuritsu Kōen?) es un parque nacional situado en la prefectura de Okinawa, Japón. Declarado en 2014, se encuentra en y alrededor de las islas Kerama. El parque abarca una zona terrestre de 3.520 hectáreas en los municipios de Tokashiki y Zamami junto con 90.475 hectáreas de las aguas que las rodean. Las islas Kerama previamente formó parte del Parque Cuasi-Nacional de Okinawa Kaigan. El día de su creación 5 de marzo, coincide con el día Coral (サンゴの日?).